# Natação nos Jogos Olímpicos de Verão de 1900 - Nado subaquático masculino
A competição dos nado subaquático masculino nos Jogos Olímpicos de Verão de 1900 foi uma das sete provas da natação desta edição dos Jogos. A competição contou com 14 nadadores, e foi disputada entre no dia 12 de agosto.

## Medalhistas
| Ouro   | FRA Charles de Vendeville |
| Prata  | FRA André Six             |
| Bronze | DEN Peder Lykkeberg       |

## Resultados
| Pos.              | Atleta                    | Segundos | Metros | Pontos |
| ----------------- | ------------------------- | -------- | ------ | ------ |
| Medalha de ouro   | FRA Charles de Vendeville | 68.4     | 60.00  | 188.4  |
| Medalha de prata  | FRA André Six             | 65.4     | 60.00  | 185.4  |
| Medalha de bronze | DEN Peder Lykkeberg       | 90.0     | 28.50  | 147.0  |
| 4                 | FRA de Romand             | 50.2     | 47.50  | 145.2  |
| 5                 | FRA Tisserand             | 48.0     | 30.75  | 109.5  |
| 6                 | GER Hans Aniol            | 30.0     | 36.95  | 103.9  |
| 7                 | FRA Menault               | 38.4     | 32.50  | 103.4  |
| 8                 | FRA Louis Marc            | 32.0     | 34.00  | 100.0  |
| 9                 | FRA Peyrusson             | 29.6     | 31.00  | 91.6   |
| 10                | FRA Kaisermann            | 56.8     | 16.10  | 88.8   |
| 11                | FRA Leclerq               | 28.0     | 30.00  | 88.0   |
| 12                | FRA Chevrand              | 32.0     | 20.00  | 72.0   |
| 13                | AUT Anderlé               | 22.4     | 23.50  | 69.4   |
| 14                | FRA Eucher                | 23.0     | 21.50  | 66.0   |

Legenda
| Recorde mundial      | Recorde mundial (World record)               |                       | Recorde africano                      | Recorde africano (African) |                                           | Q | Classificado por posição (Qualified) |
| Recorde olímpico     | Recorde olímpico (Olympic record)            | Recorde da América    | Recorde da América (Americas)         | q                          | Classificado por melhor tempo (Qualified) |   |                                      |
| Melhor marca do ano  | Melhor marca do ano (World leading)          | Recorde asiático      | Recorde asiático (Asian)              | DNS                        | Não largou (Did not start)                |   |                                      |
| Recorde nacional     | Recorde nacional (National record)           | Recorde europeu       | Recorde europeu (European)            | DNF                        | Não terminou (Did not finish)             |   |                                      |
| Recorde pessoal      | Recorde pessoal do atleta (Personal best)    | Recorde da Oceania    | Recorde da Oceania (Oceania)          | DSQ / DQ                   | Desclassificado (Disqualified)            |   |                                      |
| Recorde da temporada | Recorde da temporada do atleta (Season best) | Recorde sul-americano | Recorde sul-americano (South America) | NM                         | Sem marca (No mark)                       |   |                                      |